# 13248 Форназьє
13248 Форназьє (13248 Fornasier) — астероїд головного поясу, відкритий 24 червня 1998 року.
Тіссеранів параметр щодо Юпітера — 3,300.